# Jonas Sviderskis
Jonas Sviderskis (* 2. Januar 1950 in Kuolingos, Rajongemeinde Pasvalys) ist ein litauischer Manager,  ehemaliger Politiker, Vizeminister, Stellvertreter des Justizministers Litauens.

## Leben
Jonas Sviderskis leistete den Pflichtarmeedienst in der Sowjetarmee. Danach absolvierte 1976 das Diplomstudium der Landwirtschaft an der Lietuvos žemės ūkio akademija in Kaunas und wurde Ingenieur. Ab 1976 arbeitete er am Landwirtschaftsministerium Litauens in Sowjetlitauen.
Am 23. Dezember 1991 ernannte ihn litauischer Premierminister Gediminas Vagnorius zum Stellvertreter des litauischen Justizministers.
Am 1. September 1993 entlastete Premierminister Adolfas Šleževičius ihn auf beiderseitige Einigung. Seit  2000 leitet er als Generaldirektor den Agrarverband Lietuvos žemės ūkio bendrovių asociacija.
Sviderskis war Mitglied von Lietuvos komunistų partija und der Partei Lietuvos valstiečių liaudininkų sąjunga. 
Sviderskis lebt in Vilnius.